# Ioseph Mulolwa
Ioseph Mulolwa (* 18. März 1917 in Misembe, Belgisch Kongo; † 21. Juli 1979) war ein kongolesischer Geistlicher und römisch-katholischer Bischof von Kalemie-Kirungu.

## Leben
Ioseph Mulolwa empfing am 29. September 1946 das Sakrament der Priesterweihe für das Apostolische Vikariat Baudouinville.
Am 29. September 1966 ernannte ihn Papst Paul VI. zum Bischof von Baudouinville (später Kalemie-Kirungu). Der Apostolische Nuntius in der Demokratischen Republik Kongo, Erzbischof Jean-Marie Maury, spendete ihm am 9. April 1967 die Bischofsweihe; Mitkonsekratoren waren der Erzbischof von Bukavu, Aloys Mulindwa Mutabesha Mugoma Mweru, und der emeritierte Bischof von Baudouinville, Urbain Etienne Morlion MAfr.
Papst Johannes Paul II. nahm am 11. November 1978 das von Ioseph Mulolwa vorgebrachte Rücktrittsgesuch an.